# Suimanga de Newton
El suimanga de Newton (Anabathmis newtonii) és una espècie d'ocell de la família dels nectarínids (Nectariniidae) que habita boscos i matolls de l'illa de São Tomé.